# Trattato di Madrid (1801)
Il trattato di Madrid fu firmato tra Francia e Portogallo il 7 vendemmiale X (29 settembre1801) a chiusura della guerra delle arance sulla base di riparazioni economiche e territoriali nella Guiana francese.
I termini furono rafforzati rispetto al trattato di Badajoz su richiesta di Napoleone, costringendo il Portogallo a versare 20 milioni di franchi.